# Lomaspilis subdeleta
Lomaspilis subdeleta är en fjärilsart som beskrevs av Cockerell 1889. Lomaspilis subdeleta ingår i släktet Lomaspilis och familjen mätare. Inga underarter finns listade i Catalogue of Life.